# 1982 aux Territoires du Nord-Ouest
Chronologie des Territoires du Nord-Ouest
- 1978
- 1979
- 1980
- 1981
- 1982
- 1983
- 1984
- 1985
- 1986

Cette page concerne les événements survenus en 1982 dans le territoire canadien des Territoires du Nord-Ouest.

## Politique
- Premier ministre : George Braden
- Commissaire : John Havelock Parker (en)
- Législature :

## Événements
- 14 août : plébiscite de division des Territoires du Nord-Ouest